# Херинген (Хелме)
Херинген (њем. Heringen/Helme) град је и покрајинска општина (њем. Landgemeinde) у њемачкој савезној држави Тирингија. Једно је од 28 општинска средишта округа Нордхаузен. Посједује регионалну шифру (AGS) 16062017.

## Историја
Крајем 2010. град се заједно са четири бивше самосталне општине округа Нордхаузен (Аулебен, Виндехаузен, Утлебен и Хама) удружује у покрајинску општину Херинген/Хелме. Тиме се број становника више него удвостручио а површина града више него утростручила. Истовремено је удружење мјеста Голдене Ауе укинуто а дио града Херинген је придружен општинама Урбах и Герсбах.

## Географски и демографски подаци
Град се налази на надморској висини од 162 метра. Површина општине износи 21,0 km². У самом граду је, према процјени из 2010. године, живјело 2.283 становника. Просјечна густина становништва износи 109 становника/km².

## Међународна сарадња
| Мјесто            | Држава   | Врста сарадње | Од    |
| ----------------- | -------- | ------------- | ----- |
| Балатонмаријафирд | Мађарска | партнерство   | 2004. |
|                   | Пољска   | партнерство   | 1984. |
| Извор             |          |               |       |